# Naturhistorisches Museum (Braunschweig)
Das Staatliche Naturhistorische Museum in Braunschweig (SNHM) ist ein naturkundliches Museum in Braunschweig. Träger ist das Land Niedersachsen.
Das Museum wurde 1754 als Herzogliches Kunst- und Naturalienkabinett eröffnet. Der Bestand umfasst wissenschaftliche Sammlungen und Schausammlungen, wobei die wissenschaftliche Studiensammlung einen wesentlich größeren Umfang besitzt als der öffentlich zugängliche Teil der Dauerausstellung. Die Studiensammlung umfasst 3.000 Säugetiere, 50.000 Vögel, 10.300 Vogeleier, 4.000 Schädel und Skelette, 500 Geweihe und Gehörne, 1.000 Fische, Amphibien und Reptilien sowie 80.000 Schmetterlinge, 85.000 Käfer, 100.000 Muscheln und Schnecken, 5.000 Präparate aus dem Bereich der Paläontologie und vieles mehr.
Es besitzt einen Lichtsaal mit den wertvollsten Stücken des Museums. Daneben enthält es auch mehrere Dauerausstellungen zu den Themen Aquarium, Dioramen (Präsentation präparierter Tiere in einer ihrem Lebensraum nachempfundener Kulisse), Vögel, Insekten, Wirbellose und Fossilien.

## Geschichte

### Anfänge des Museums
Bereits 1666 wurde die Sammlung vom Herzog Ferdinand Albrecht I. von Braunschweig angelegt. Er sammelte mit Leidenschaft Kunst und interessante naturkundliche Objekte und stellt sie in einer Wunderkammer in Schloss Bevern privat aus. 20 Jahre später entstand auf Schloss Salzdahlum auf Geheiß von Herzog Anton Ulrich auch eine Wunderkammer mit Kunst und naturhistorischen Gegenständen. Diese beiden Sammlungen waren die Grundlage für die späteren Museen. Einige der Objekte werden heute noch im SNHM ausgestellt, etwa eine bemalte Kaspische Wasserschildkröte, vergoldete Venusmuscheln und ein Skelett einer Europäischen Sumpfschildkröte. Allerdings sind viele Gegenstände im Laufe der 250 Jahren verloren gegangen. 
Das Museum ist aus dem 1754 auf Anregung von Daniel de Superville von Herzog Karl I. gegründeten Herzoglichen Kunst- und Naturalienkabinett hervorgegangen. Die ersten Ausstellungsräume befanden sich im ersten Stock der Burg Dankwarderode, deren Nachbau heute am Burgplatz in Braunschweig steht. Karl I., der Urenkel von Herzog Anton Ulrich, ein Befürworter der Aufklärung, wollte durch die Bildung der Kinder im Herzogtum in den Bereichen Naturkunde und Kultur stärken. Damit wurde diese Ausstellung zum ersten öffentlich zugängliche Museum in Deutschland und gehört neben dem Ashmolean Museum in Oxford und den Kapitolinischen Museen in Rom zu den ältesten Museen in der nördlichen Hemisphäre. Damit ist es älter als das Louvre, welches erst 40 Jahre später eröffnet wurde. 
Im Jahre 1765 wurde der Standort verlagert, nun war die Sammlung in den Räumen des Zeughauses am Platz der heutigen Bezirksregierung ausgestellt. 1857 wurde die Sammlung geteilt. Das Naturalienkabinett empfing dazu die naturkundliche Lehrsammlung des Collegium Carolinum, dem Vorläufer der Technischen Universität. Aus der Kunstsammlung wurde später das Herzog Anton Ulrich-Museum. Das Direktorat übernimmt Prof. Johann Heinrich Blasius, seit 1836 der Professor für Naturgeschichte am Collegium Carolinum. 

### Naturhistorisches Museum
1871 wird der Sohn von Johann Heinrich Blasius, Prof. Wilhelm Blasius, ebenfalls Direktor. Er erhält den Lehrstuhl für Zoologie und Botanik an dem Collegium Carolinum. Unter seiner Leitung verlegt wird das Museum nochmals verlegt, diesmal in das heutige Altgebäude der Technischen Universität. Zudem werden die Bestände verringert, die mineralogischen, geologischen und paläontologischen Sammlung erhält das Institut. 
Nach seinem Tod 1912 wird das Museum geschlossen und die botanischen Bestände an das botanische Institut der Technischen Universität abgegeben. Zudem wird die Direktorenstelle nicht mehr besetzt und stattdessen verwaltet Herrmann Meerwarth als Museumsinspektor die Sammlung. 

### Wiedereröffnung
Erst 1921 auf Bestreben von Gerd von Frankenberg wird das Museum im Nordteil des Braunschweiger Schlosses wiedereröffnet. Die Leitung übernimmt ab 1928 Frankenberg, jedoch muss er mit der Machtübernahme der Nazis den Posten verlassen. Prof. Curt Kosswig wird in den Lehrstuhl für Allgemeine Biologie und Zoologie berufen und übernimmt das Naturhistorische Museum. Zugleich fusioniert er das Museum mit seinem Institut. Bereits vier Jahre verlegt das Museum erneut seinen Standort und bezieht das heutige Backsteingebäude, welches ursprünglich als Pädagogische Hochschule gebaut worden war. Allerdings muss auch Curt Kosswig den Posten frühzeitig aufgrund der politischen Lage verlassen und flieht ins Ausland. 
Die Schausammlung wird wegen des Krieges nicht eröffnet. Zeitgleich beherbergt es mehrere Institute der Technischen Universität, deren Gebäude im Lauf des Kriegs zerstört werden. Das Museumsgebäude übersteht die Luft- und späteren Bodenangriffe vergleichsweise unbeschadet und kann somit kurz nach Ende des Krieges wieder öffnen. Auch Frankenberg kommt 1945 wieder an das Museum und leitet es noch drei Jahre.

### Nachkriegsjahre
1948 übernimmt Adolf Kleinschmidt die Leitung kommissarisch und 1950 wird Prof. Caesar Boettger zum Ordinarius für Zoologie und Museumsdirektor berufen und lässt im selben Jahr die ersten Schaukästen aufbauen. Ab 1958 übernimmt Prof. Friedrich Schaller den Posten und verändert den Charakter hin zu einem modernen und mehr didaktischen Ausstellung. Prof. Carl Hauenschild wird der Nachfolge von Prof. Friedrich Schaller und das Aquarium wird im Keller eingerichtet. 1977 wird die Leitung der Zoologie als Ordinarius aufgelöst und Prof. Otto von Frisch als Museumsdirektor wird ernannt. Die Leitung wechselt 1995 zu Prof. Gerhard Boenigk und 2003 zu Prof. Ulrich Joger. 

### Neuzeit
2004 wurde das 250 Jubiläum des Museums gefeiert. Zwischen den Jahren 2012 und 2015 gab es große Umbauten, bei denen unter anderem das Foyer und der Außenbereich umgestaltet wurden. Im Zuge dieser Baumaßnahme wurden vier Dioramen entfernt, was in der Presse kontrovers diskutiert wurde und unter der Bevölkerung Widerstand hervorrief. Die Mineraliensammlung wurden 2019 an die Technische Universität abgegeben. Seit 2022 ist der Biologe Mike Reich Direktor des Museums.

## Aktuell
Im Januar wurde das Forschungsmuseum Schöningen ein Teil des SNHM und ist nun der Träger des Forschungsmuseums. 

## Galerie

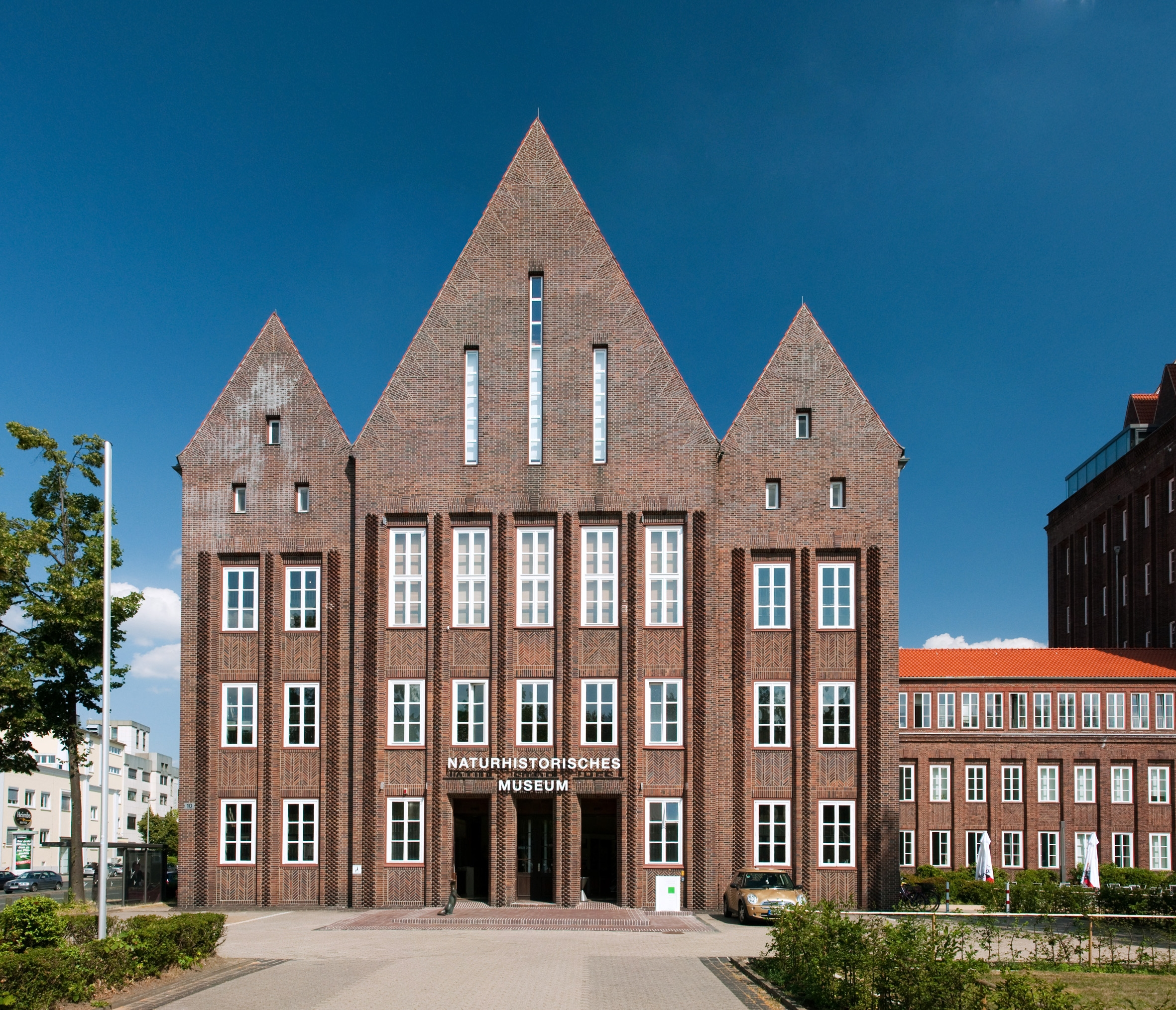
Eingang des Museums
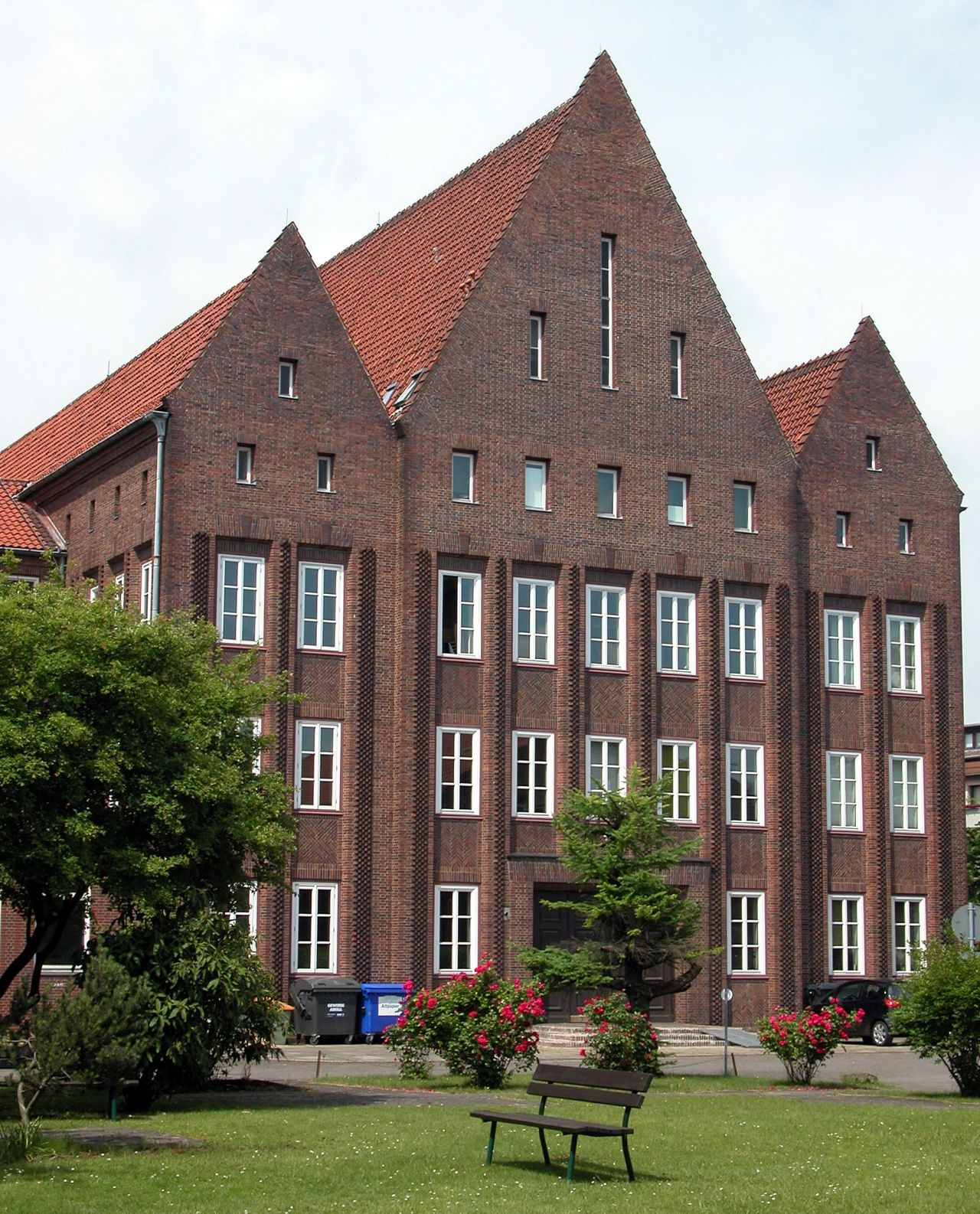
Rückansicht
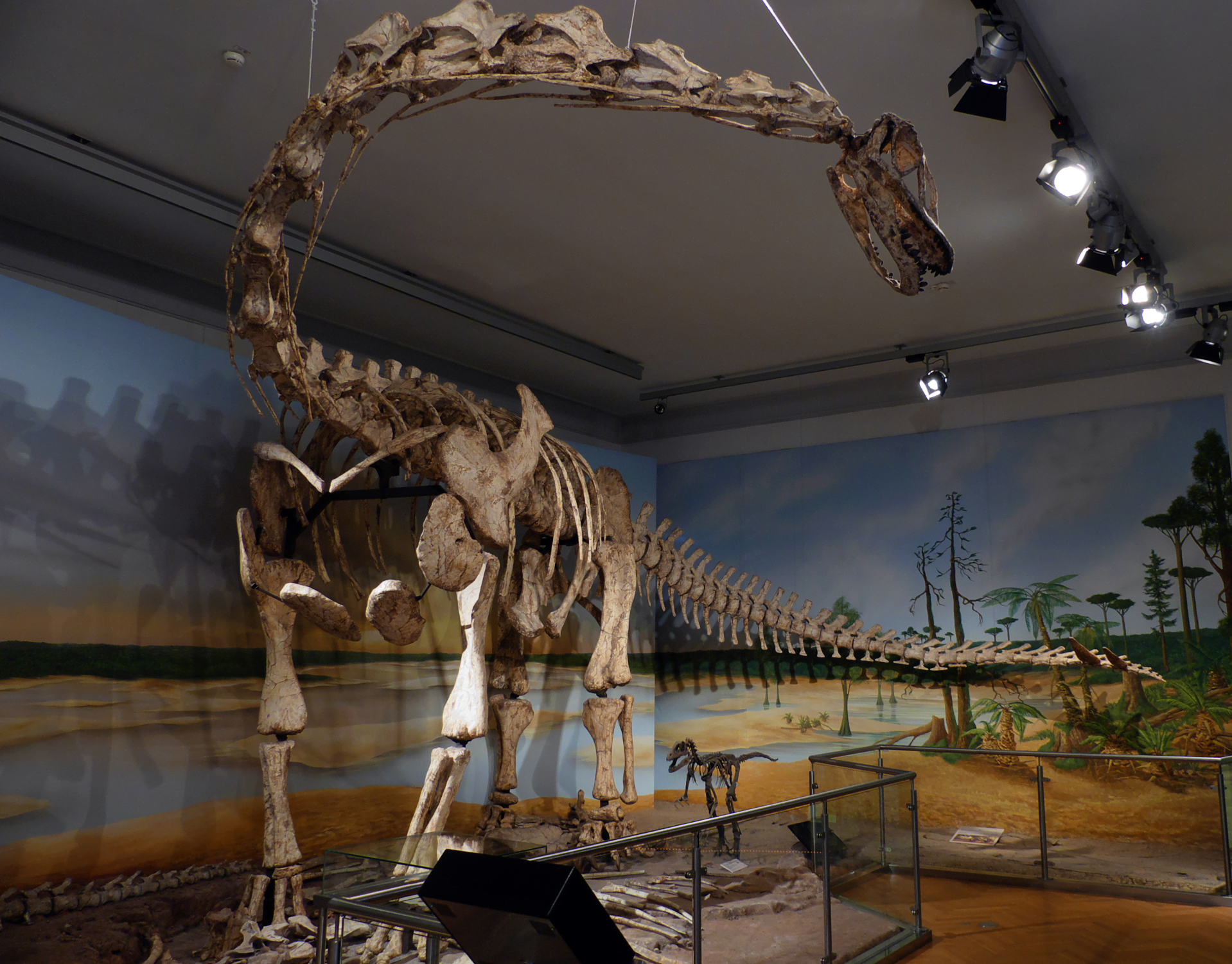
Spinophorosaurus
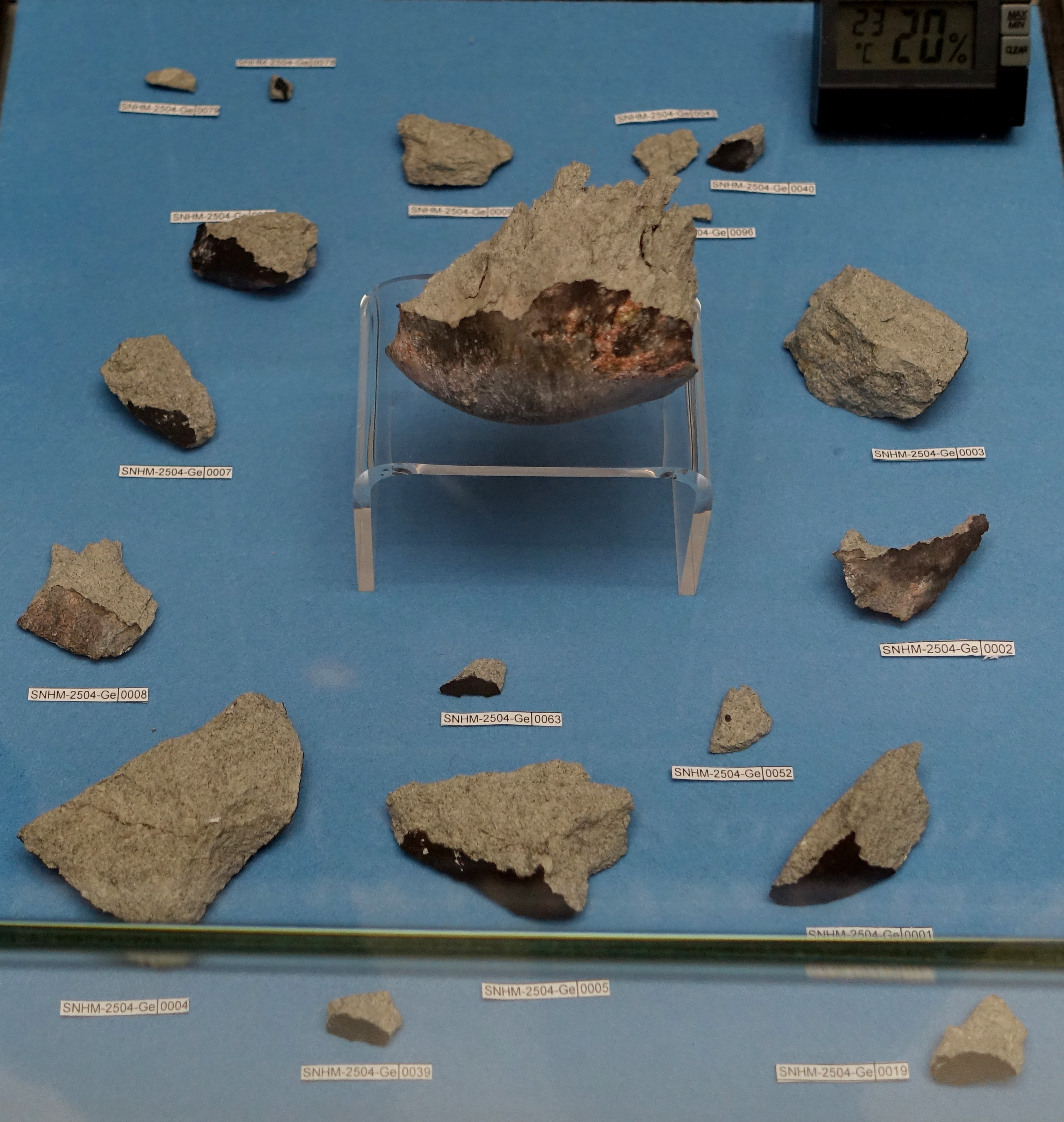
Fragmente des Braunschweiger Meteoriten, am 23. April 2013 in Melverode eingeschlagen

## Einzelbelege
1. ↑  Geschichte - 3Landesmuseen. Abgerufen am 15. August 2025.
2. ↑  Mike Reich bei der Bayerischen Staatssammlung für Paläontologie und Geologie, abgerufen am 14. Dezember 2021
3. ↑  Weichenstellung in Richtung UNESCO-Welterbe - 3Landesmuseen. 21. Mai 2024, abgerufen am 15. August 2025.

Koordinaten: 52° 16′ 31″ N, 10° 31′ 46″ O

Automuseum Braunschweig |
Burg Dankwarderode |
Eisenbahn-Museum |
Gerstäcker-Museum |
Grammophon-Museum |
Herzog Anton Ulrich-Museum |
Jüdisches Museum |
Braunschweigisches Landesmuseum |
Landtechnik-Museum Gut Steinhof |
Naturhistorisches Museum |
Museum für Photographie |
Raabe-Haus |
Schlossmuseum |
Städtisches Museum |
ZeitSchiene |
Zisterziensermuseum Riddagshausen